# Euptychia terrestris
Euptychia terrestris är en fjärilsart som beskrevs av Butler 1866. Euptychia terrestris ingår i släktet Euptychia och familjen praktfjärilar. Inga underarter finns listade i Catalogue of Life.